# Lotte Brand Philip

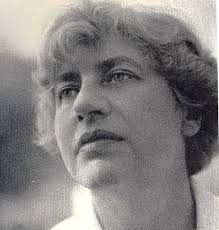
Lotte Brand Philip

Lotte Brand Philip (27 de mayo de 1910 - 2 de mayo de 1986) fue una historiadora del arte alemana, profesora y experta en arte neerlandés, una de las más notables e incisivas expertas en arte de los siglos XIV y XV que estudió con Erwin Panofsky. Nacida como cristiana de ascendencia judía, se resistió a la intimidación del Estado para abandonar Alemania y no se trasladó a Estados Unidos hasta 1941. Comenzó su nueva vida como diseñadora de joyas, antes de establecer una carrera como historiadora del arte y escritora, y asumir la cátedra en varias universidades, entre ellas la de Nueva York y el Queens College, en Flushing. A lo largo de su dilatada carrera, Brand escribió libros y monografías de gran prestigio sobre artistas como Jan van Eyck, Alberto Durero y El Bosco, y en 1980 pasó a ser emérita en Queens. Brand Philip murió el 2 de mayo de 1986 en Nueva York.

## Primeros años
Lotte Johanna Friederike Brand nació en Altona, Hamburgo, Alemania, el 27 de mayo de 1910, hija de Friedrich Wilhelm Brand y Anna Majud. Estudió en la Universidad Técnica de Múnich y en la Universidad de Heidelberg . Como estudiante de doctorado en la Universidad de Hamburgo, Brand estudió con Erwin Panofsky . Escribió su tesis doctoral en 1937 en la Universidad de Freiburg bajo la dirección de Kurt Bauch, sobre el tema del retablo Altar de los Patrones de la Ciudad de Stefan Lochner.

## Carrera
Brand, cristiana de origen judío, estudió en Múnich y Hamburgo con varios estudiantes judíos de doctorado en historia del arte. Durante el régimen nazi se le aconsejó que abandonara Alemania, pero se negó y se quedó durante la primera oleada de inmigración de su familia y sus compañeros. Fue obligada a salir en 1941 y emigró a Estados Unidos, llegando el 28 de abril a bordo del MS Hikawa Maru. Aunque tenía un doctorado en historia del arte, carecía de experiencia docente significativa y tuvo dificultades para conseguir un puesto académico en Estados Unidos. Trabajó como diseñadora de joyas en Rhode Island y Nueva York, y realizó sus investigaciones académicas durante sus viajes a Alemania después de la guerra. Se casó con Herbert Leopold Wolfgang Philip (1909 Hamburgo - 1988 Queens) alrededor de 1942; y a partir de entonces publicó con el nombre de Lotte Brand Philip.
Su monografía sobre Hieronymus Bosch fue publicada por Abrams Books en 1955. William S. Heckscher, que había estudiado con Panofsky y que entonces  enseñaba en el Instituto de Historia del Arte de Utrecht, hizo arreglos para que Brand Philip hiciera una gira por los Países Bajos como profesora invitada en 1957. También dio conferencias en Bryn Mawr College y en la New School for Social Research de Nueva York en 1959-1960. Regresó a la academia a tiempo completo en 1960 cuando HW Janson, otro compañero de clase de sus días en Panofsky, le ofreció un puesto en la Universidad de Nueva York. Al año siguiente aceptó una cátedra en Queens College, donde enseñó historia del arte durante los siguientes 25 años.
En febrero de 1966 dio una conferencia en la Galería Nacional de Arte sobre su artículo " The Peddler by Hieronymus Bosch: A Study in Detection". Brand Philip fue seleccionada para dar la conferencia en memoria de Benjamin West de 1967-1968 sobre historia del arte en el Swarthmore College, sobre el tema "El retablo de Gante: una nueva solución a un viejo problema".

### Retablo de Gante

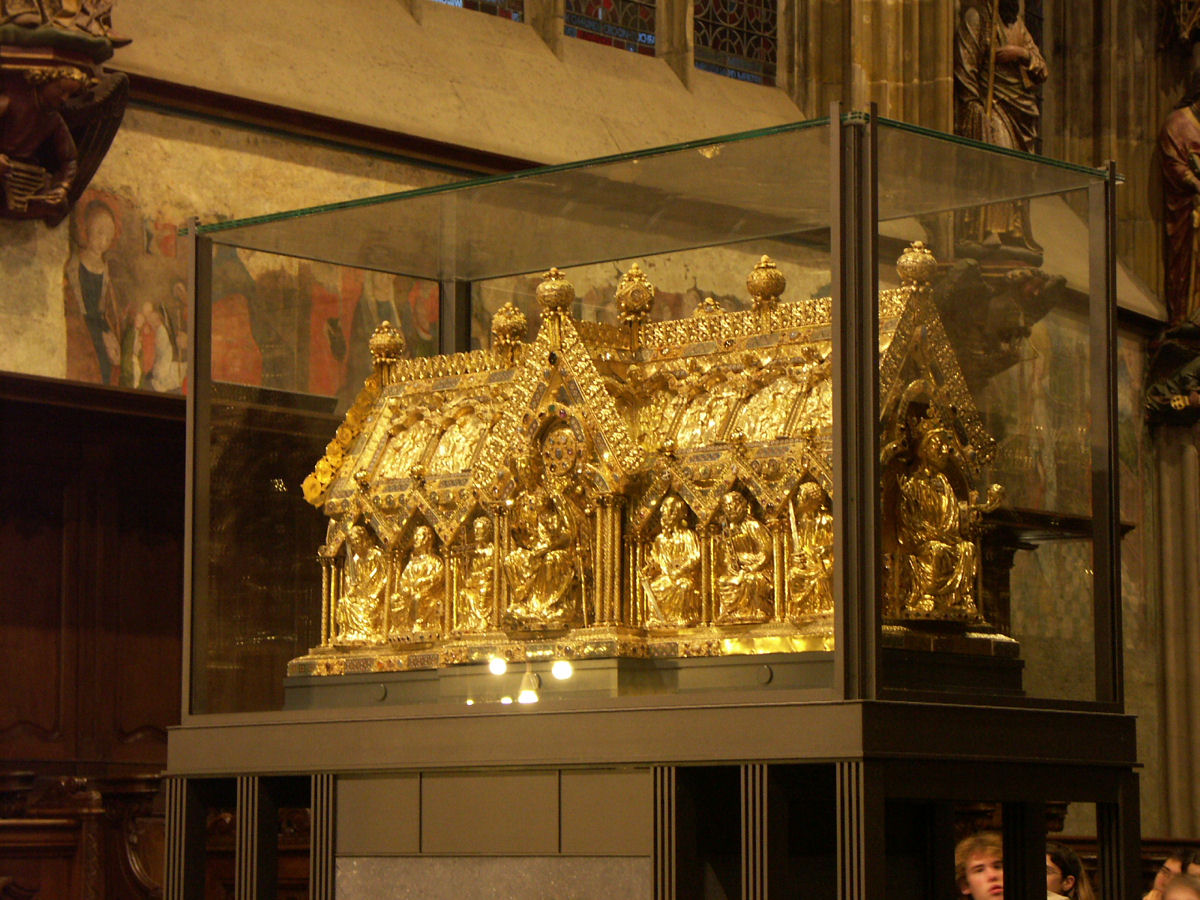
El relicario de María en la Catedral de Aquisgrán. Su forma y líneas inspiraron a Brand Philip a imaginar los paneles del Retablo de Gante como la pieza central de una estructura elevada con forma de casa.

En 1932, Brand Philip asistió a una conferencia de Panofsky sobre el Retablo de Gante. Panofsky, reconocido experto en el arte y el simbolismo de los primeros Países Bajos, abordó varias incertidumbres, como las curiosas variaciones de escala de las figuras, la falta de un mensaje religioso unificado y la atribución poco clara de la obra entre los hermanos van Eyck. Panofsky opinó que los paneles estaban destinados originalmente a tres obras de arte distintas y que, tras la muerte de Hubert, fueron terminados apresuradamente por Jan y combinados en una sola pieza
Brand Philip sentía que había otra explicación, pero la inspiración no llegó hasta unos 30 años después. Durante un paseo por la Avenida Madison, un encuentro casual con una imagen del gran relicario de María en forma de casa en Aquisgrán le ayudó a imaginar una solución. Llegó a creer que todos los problemas principales de la obra de Gante -escala, unificación del mensaje y atribución- podían explicarse por la presencia de un marco circundante, elaboradamente esculpido a la manera de un relicario o tabernáculo de iglesia.
En 1964 identificó varios retablos contemporáneos que incluían marcos escultóricos similares al que ella imaginaba que había existido originalmente para la pieza de Gante. Presentó sus hallazgos en la conferencia anual de la College Art Association en enero de 1965, y posteriormente dio conferencias sobre el tema en casi 40 universidades y museos. Durante un viaje de investigación a Gante y Bruselas en 1966, Brand Philip descubrió un cuadro de 1829 de Pierre-François de Noter que representaba los paneles del Retablo de Gante bajo un gran dosel de piedra esculpido muy similar al que ella había imaginado. Brand Philip creía que el dosel de piedra era un remanente que había sobrevivido a la época de Noter, y sentía que esto apoyaba su teoría de un gran marco unificador. Publicó su investigación en The Ghent Altarpiece and the Art of Jan van Eyck en 1971.

### Retrato díptico de los padres de Durero
En la década de 1970, Brand Philip abordó las cuestiones relativas a Alberto Durero el Viejo con un rosario, un cuadro de Alberto Durero conservado en la Galería de los Uffizi de Florencia. El retrato del padre del artista figuraba en varios inventarios de arte junto a un retrato de su madre, Barbara Holper, y se suponía que ambos formaban originalmente un díptico, pero las pinturas se habían separado en algún momento entre 1588 y 1628, y se desconocía la ubicación del retrato de Barbara. El experto en Durero Matthias Mende describió este hecho como "una de las pérdidas más graves de la obra de Durero".
Brand Philip recordaba haber visto un retrato de una mujer casada que, según ella, era de Durero. El cuadro, conservado en el Museo Nacional Germano de Núremberg con el nombre de Mujer desconocida con cofia, había sido atribuido en varias ocasiones al maestro W. B., un "pintor de Núremberg, del círculo de Wolgemut" (mentor de Durero), y maestro del Retablo de Salem, pero en aquel momento no estaba atribuido. Brand Philip observó que el cuadro de Núremberg tenía una gran similitud compositiva con el retrato del padre: tenían un tamaño y un esquema de colores similares y los modelos estaban pintados sobre un fondo verde en la misma posición de oración, cada uno con un rosario en la mano. La comparación con el Retrato de la madre del artista a la edad de 63 años -en el que una inscripción identifica claramente al sujeto como la madre de Durero, Barbara Holper- parecía confirmar su teoría, ya que las dos mujeres mostraban un gran parecido. La identificación de Brand Philip fue confirmada en 1977 por el estudioso de Durero Fedja Anzelewsky, quien descubrió que el reverso de los retratos de Núremberg y Florencia mostraba patrones de nubes oscuras y la marca difuminada "No. 19", que coincidía con el número de inventario del presunto díptico de los inventarios de 1573 y 1580. Los hallazgos de Brand Philip se publicaron en el número de 1978-1979 de Simiolus: Netherlands Quarterly for the History of Art en un artículo titulado "El díptico retrato de los padres de Durero". Su identificación del retrato de Núremberg como la imagen desaparecida del díptico de Barbara Holper no fue aceptada universalmente durante algún tiempo, pero ha sido confirmada por el examen con infrarrojos de las pinturas en 2012. Los retratos se reunieron en la exposición de 2012 del Museo Nacional Germano  "El primer Durero".

## Trabajos seleccionados
- 1938. "Stephan Lochners Hochaltar von St. Katharinen zu Köln". Universidad de Friburgo.
- 1953. Heirónimo Bosch. Libros de arte de Abrams. Nueva York: Harry N. Abrams. (1956: Edición de cartera, 1970: Edición ampliada)
- 1955. "La 'Epifanía' del Prado de Jerome Bosch". Boletín de Arte, XXXV
- 1958. "The Peddler by Hieronymus Bosch, a Study in Detection." Nederlands Kunsthistorisch Jaarboek 9, pág. 1–81
- 1959. "Eine kölnische Kreuzigung im Historischen Museum Basel". Wallraf-Richartz Jahrbuch, XXI, pág. 223–226
- 1967. "Raum und Zeit in der Verkündigung des Genter Altares". Wallraf-Richartz Jahrbuch, XXIX, pág. 62–104
- 1971. El retablo de Gante y el arte de Jan van Eyck. Princeton, Nueva Jersey: Princeton University Press
- 1978–1979 con Fedja Anzelewsky . "El retrato díptico de los padres de Durero". Simiolus: Revista trimestral de historia del arte de los Países Bajos, vol. 10, núm. 1, pág. 5–18
- 1981. "Das neu entdeckte Bildnis von Dürers Mutter". Renaissance Vorträge (Stadt Nürnberg Stadtgeschichtliche Museen), VII, pág. 3–33.

## Vida personal
En 1970 se casó con Otto H. Förster, director del Museo Wallraf-Richartz de Colonia. Brand Philip murió de un derrame cerebral en Nueva York el 2 de mayo de 1986.

## Reconocimiento
Brand Philip fue un reconocida experta en los campos del arte gótico y renacentista en el norte de Europa. Recibió becas del Programa Fulbright, Bollinger, el Fondo Nacional para las Humanidades, la Asociación Estadounidense de Mujeres Universitarias y la Fundación Educativa Belga Estadounidense. Con motivo de su 75 cumpleaños, sus colegas celebraron su vida y obra con un festschrift tradicional: la publicación de Tribute to Lotte Brand Philip: Art Historian and Detective.